# HMS Kandahar
HMS Kandahar  – brytyjski niszczyciel z okresu II wojny światowej, należący do typu K (J/K/N), w służbie Royal Navy w latach 1939–1941. Nosił znak taktyczny F28. Służył głównie na Morzu Czerwonym i Morzu Śródziemnym, gdzie zatonął na minie 20 grudnia 1941.
Podczas służby zdobył 5 wyróżnień bojowych (Battle Honours): za Grecję 1941, Kretę 1941, Libię 1941, Morze Śródziemne 1941 i konwoje maltańskie 1941.

## Budowa
Okręt zamówiono w marcu 1935 w ramach programu z 1937 roku. Stępkę pod jego budowę położono 18 stycznia 1938 w stoczni William Denny and Brothers (Denny) w Dumbarton w Szkocji, kadłub wodowano 21 marca 1939. Okręt wszedł do służby w Royal Navy 10 października 1939. Był pierwszym okrętem brytyjskim o tej nazwie, upamiętniającej odsiecz garnizonu Kandaharu w 1860. W tej samej stoczni budowano też równocześnie niszczyciel HMS „Jaguar” identycznego typu J, a następnie „Van Galen” (ex „Noble”) i „Tjerk Hiddes” (ex „Nonpareil”) identycznego typu N.

## Służba

### Morze Północne 1939-1940
„Kandahar” wszedł do służby brytyjskiej wkrótce po wybuchu II wojny światowej i 3 listopada 1939 dołączył do 5 Flotylli Niszczycieli dowodzonej przez kmdra Louisa Mountbattena grupującej okręty typu K i wchodzącej w skład Floty metropolii (Home Fleet), bazującej początkowo w Scapa Flow. Przez pierwsze miesiące wojny niszczyciele flotylli eskortowały główne siły floty i konwoje przybrzeżne. W marcu „Kandahar” był remontowany.
Podczas kampanii w Norwegii w maju 1940 operował na wodach brytyjskich. 9/10 maja 1940 wziął udział w wypadzie na Skagerrak przeciw niemieckim kutrom torpedowym, podczas którego uszkodzony został niszczyciel HMS „Kelly”, po czym „Kandahar” do 13 maja osłaniał operację jego holowania do bazy.

### Morze Czerwone 1940-1941
14 maja 1940 „Kandahar” z grupą niszczycieli (m.in. „Khartoum”, „Kimberley” i „Kingston” z 5. Flotylli) został przeniesiony do Floty Śródziemnomorskiej, docierając 24 maja przez Gibraltar i Maltę do Suezu. Z tymi niszczycielami utworzył 28. Dywizjon Niszczycieli, pełniący zadania eskortowe na Morzu Czerwonym i stał się jego okrętem flagowym. 18 czerwca wieczorem wykrył ze slupem HMS „Shoreham” włoski okręt podwodny „Galilei” (typu Archimede), który jednak zdołał się zanurzyć i uciec. Atak bombami głębinowymi nie był skuteczny. „Galilei” został następnie zdobyty 19 czerwca przez patrolowiec (uzbrojony trawler) HMS „Moonstone” pod Adenem, po czym „Kandahar” przybył na miejsce i jego marynarze obsadzili okręt podwodny i odprowadzili go do Adenu. 23 czerwca rano „Kandahar” wziął udział w poszukiwaniu, a następnie pojedynku na powierzchni z włoskim okrętem podwodnym „Torricelli” w cieśninie Bab al-Mandab, wraz z niszczycielami HMS „Khartoum”, „Kingston” i slupem „Shoreham”, zakończonego zatopieniem „Torricelli” („Khartoum” wkrótce po tym został utracony na skutek pożaru). 28 czerwca u wybrzeża Erytrei wraz z HMS „Kingston” i krążownikiem „Leander” zniszczył wyrzucony na mieliznę włoski okręt podwodny „Macalle”. 16-18 sierpnia 1940 „Kandahar” osłaniał ewakuację brytyjskich żołnierzy z Berbera z Somali Włoskiego do Adenu, a 18 sierpnia z krążownikiem HMS „Caledon” ostrzeliwał tam włoskie pozycje. Pełnił następnie ponownie służbę eskortową.
14 lutego 1941 wszedł w skład zespołu T, dla zdobycia Kismaya we Włoskiej Afryce Wschodniej, z krążownikami HMS „Shropshire”, „Hawkins”, „Ceres”, „Capetown” i lotniskowcem „Hermes”, a następnie brał udział w operacji zdobycia Massawy. 16 marca brał udział w desancie w Berbera (operacja Appearance, wraz z krążownikami HMS „Glasgow” i „Caledon”, niszczycielem „Kingston” i okrętami patrolowymi „Chakdina” i „Chantala”). 1 kwietnia przechwycił na Morzu Czerwonym niemiecki statek „Bertram Rickmers” (4188 BRT), który następnie został samozatopiony.

### Morze Śródziemne 1941
13 kwietnia 1941 „Kandahar” został przebazowany na Morze Śródziemne, do Aleksandrii, wchodząc w skład 14. Flotylli Niszczycieli. Brał tam udział w  osłonie konwojów i działań głównych sił floty. 28 kwietnia z niszczycielami „Kimberley”, „Kingston” i „Hero” ewakuował ok. 450 jugosłowiańskich żołnierzy z Kalamaty (operacja Demon). W dniach 6-12 maja wziął udział w dalekiej osłonie konwojów na Maltę i do Egiptu – operacja Tiger i MD 4. W tym, 10 maja był atakowany przez lotnictwo, bez strat.
W trzeciej dekadzie maja 1941 „Kandahar” wziął aktywny udział w bitwie o Kretę. Początkowo działał w składzie zespołu Force C (z krążownikami HMS „Naiad”, HMAS „Perth” i niszczycielami HMS „Juno”, „Kingston”, „Nubian”). 20 maja wraz z HMS „Naiad” i „Juno” odpierał atak 6 włoskich kutrów torpedowych MAS. 21 maja 1941 „Kandahar” ratował rozbitków z zatopionego „Juno”. 22 maja z krążownikami i niszczycielami walczył z włoskim konwojem eskortowanym przez torpedowiec „Sagittario”, lecz zespół aliancki został odparty przez atak lotniczy. „Kandahar” ratował później tego dnia wraz z „Kingston” rozbitków z zatopionych przez lotnictwo niszczyciela HMS „Greyhound” i następnie krążownika HMS „Fiji” (z „Fiji” uratował 184). W nocy 28/29 maja wraz z HMS „Napier”, „Nizam” i „Kelvin” ewakuował żołnierzy z Krety.
Od 8 czerwca 1941 „Kandahar” brał udział w kampanii syryjskiej przeciw kolonialnym rządom Francji Vichy. 9 czerwca 1941 bombardował wraz z „Kimberley” most Khan, po czym osłaniał wycofanie uszkodzonego niszczyciela HMS „Janus” (i uratował pilotów samolotów brytyjskiego i francuskiego, które zderzyły się przy atakach na "Janus"). Pod koniec czerwca ponownie patrolował u wybrzeży Syrii. 2 lipca ostrzeliwał francuskie pozycje w Syrii, na wschód od Damur. 5/6 lipca dowoził posiłki na Cypr (operacja Guillotine). Działał następnie pod oblężonym Tobrukiem, m.in. nocami 14/15 i 16/17 sierpnia dowoził tam zaopatrzenie wraz z "Kimberley", a 21/22 i 25/26 sierpnia brał udział w transportowaniu do Tobruku polskiej Samodzielnej Brygady Strzelców Karpackich (operacja Treacle). 6 września 1941 został lekko uszkodzony bliskimi wybuchami bomb w niemieckim nalocie na Aleksandrię. Nocami 22/23 i 27/28 września dowoził oddziały brytyjskie do Tobruku w ramach operacji Supercharge. 10-14 października brał udział w działaniach głównych sił Floty. Nocami 18/19 i 24/25 października ponownie brał udział w rejsach transportowych do Tobruku (operacja Cultivate), a 21/22 października ostrzeliwał wraz z „Jervis” i „Jupiter” stanowiska artylerii koło Tobruku, 19 i 25 października atakował też bezskutecznie okręty podwodne.
8 grudnia 1941 „Kandahar” wszedł w skład zespołu operującego z Malty, z krążownikami HMS „Ajax” i „Neptune” oraz niszczycielami HMS „Lively” i „Jaguar”. Wziął udział w rajdzie zespołu pod Trypolis 18 grudnia, w składzie krążowników „Neptune”, „Aurora”, „Penelope”, niszczycieli „Havock”, „Lance” i „Lively”, podczas którego zespół wszedł na włoską zagrodę minową. Podczas próby holowania uszkodzonego na minach krążownika „Neptune”, 19 grudnia o 3:18 „Kandahar” sam wszedł na minę, został unieruchomiony i zaczął tonąć. Przez następny dzień zdryfował z zagrody minowej, po czym 20 grudnia o 4 odnalazł go wysłany z Malty niszczyciel „Jaguar” i uratował 178 członków załogi, w tym dowódcę, po czym dobił „Kandahar” torpedą. 72 członków załogi było zabitych lub zaginionych.
Dowódcy:
- 1939 – 20 grudnia 1941: Lt Cdr/Cdr (kmdr ppor/kmdr por) William G.A. Robson

## Dane techniczne

### Uzbrojenie
Uwaga – dane dotyczące uzbrojenia i wyposażenia odnoszą się ogólnie do okrętów typu K, daty zmian w przypadku konkretnego okrętu są orientacyjne.
- 6 dział 120 mm QF Mk XII na podwójnych podstawach CP Mk XIX, osłoniętych maskami (3xII)
  - długość lufy: L/45 (45 kalibrów), donośność maksymalna 15 520 m, kąt podniesienia +40°, masa pocisku 22,7 kg
- 4 automatyczne armaty przeciwlotnicze 40 mm Vickers Mk VIII ("pom-pom") poczwórnie sprzężone na podstawie Mk VII (1xIV)
- 2-4 automatycznych działek plot 20 mm Oerlikon 20 mm (od 1941, ilość stopniowo wzrastała, 2xI do 4xI zamiast wkm)
- 8 wkm plot 12,7 mm Vickers Mk III (2xIV) (do 1941)
- 10 wyrzutni torpedowych 533 mm w dwóch aparatach torpedowych PR Mk II (2xV), 10 torped Mk IX[12]
- 1 zrzutnia na 6 bomb i 2 miotacze bomb głębinowych (20 bomb głębinowych)

Wyposażenie
- hydrolokator Asdic
- system kierowania ogniem artylerii: dalocelownik (DCT) i główny dalmierz (na nadbudówce dziobowej)
- radar dozoru ogólnego Typ 286 (od 1941, na głównym maszcie) (brak informacji o montażu radaru)
- radar kierowania ogniem plot Typ 285 (od 1941, na stanowisku dalmierza) (brak informacji o montażu radaru)